# Matías Tolsà Montedoro
Matías Tolsà Montedoro   (Villa Constitución, 14 de març de 1983) és un il·lustrador, caricaturista i artista gràfic català d'origen argentí, que des de ben petit es va traslladar amb la seva família a la ciutat de Lleida. Inicià la seva carrera en mitjans locals i internacionals com Lectura, Segre, El Triangle, Catorze, El Jueves o Orsai, així com a la secció de «La videovinyeta» al programa Els matins de TV3.

## Obra publicada
- Caricaturistas de Professión (2022, Nòrdica Libros)[6]
- 50 caras de la literatura (amb Silvia Ribera, 2024)
- La gran caída de Max (amb Àlex Martínez, 2025, GP Ediciones)